# Cipangocharax okamurai
Cipangocharax okamurai é uma espécie de gastrópode da família Alycaeidae.
É endémica do Japão.